# CLUB SANDINISTA!
CLUB SANDINISTA!（クラブ サンディニスタ!）は2005年にボーカルのKousa（コウサ）を中心に福岡県で結成された日本のスカバンドである。
カローラ福岡のテレビCMやナンバーショットなどの夏フェスに出演、地元福岡を代表するバンドである。海外最大のスカ〜SKA PUNKコミュニティ「SKAPUNKDAIRY」で楽曲が高い評価を得ており、海外での評価が高いのも特徴である。
2019年1月「PUNKY SKA MUSIC」配信＆リリース。

## メンバー
- Kousa(ボーカル、ギター)  バンドの楽曲の作詞、作曲を担当。大分県宇佐市出身。
- Hisata(トロンボーン、コーラス)
- Toru(バリトンサックス)
- Yuki(ベース)
- Nori(キーボード)
- Ryuji(ドラム)

過去在籍メンバー
- Yoshiro (アルトサックス、ボーカル) * [2]
- Riku (ドラム)